# VC Oudegem
VC Oudegem är en volleybollklubb från Oudegem, Belgien. Klubben grundades 1978. De tog sig sakta men säkert upp genom de regionala ligorna för att 1994 debutera i tredje högsta serien, 2007 i näst högsta serien och 2009 i Liga A (högsta serien). Laget har vunnit belgiska cupen två gånger